# Merycochoerus
Merycochoerus (Grieks: 'herkauwer' (merux) -achtig 'varken' (khoiros)) is een geslacht van uitgestorven hoefdieren uit de familie Merycoidodontidae, endemisch in Noord-Amerika. Het geslacht omvat meerdere soorten die leefden tijdens het Vroeg-Oligoceen 33,9-30,8 miljoen jaar geleden en bestonden ongeveer 3 miljoen jaar. Fossielen zijn wijdverbreid in het westen van de Verenigde Staten.

## Beschrijving
Het een meter lange lichaam met de korte, stompe poten zou er weleens op kunnen wijzen, dat het dier een semi-aquatisch leven zou kunnen hebben geleid, zoals een nijlpaard, aangezien leden van het geslacht een langwerpig, tonvormig lichaam en korte ledematen bezaten die typische aanpassingen zijn die worden aangetroffen bij semi-aquatische zoogdieren. Merycochoerus was een herkauwende planteneter met een lang gezicht, slagtandachtige hoektanden, zwaar lichaam, lange staart, korte voeten en viertenige hoeven.

## Vondsten
Fossielen van Merycochoerus werden gevonden in Gaillard Cut in Panama, op meerdere locaties in de Verenigde Staten en de Canadese provincie Saskatchewan.